# Paris-l’Hôpital
Paris-l’Hôpital ist eine französische Gemeinde mit 287 Einwohnern (Stand 1. Januar 2022) im Département Saône-et-Loire in der Région Bourgogne-Franche-Comté.

## Geografie
Die Gemeinde Paris-l’Hôpital liegt etwa 25 Kilometer nordwestlich von Chalon-sur-Saône im Tal der Cosanne, einem kleinen Nebenfluss der Dheune.

## Geschichte
Paris-l’Hôpital hat seinen Namen von einem im Mittelalter dort gegründeten Krankenhaus des Malteserordens.

### Bevölkerungsentwicklung
| Jahr      | 1962 | 1968 | 1975 | 1982 | 1990 | 1999 | 2007 |
| Einwohner | 257  | 259  | 226  | 232  | 227  | 204  | 207  |

## Weinbau
Die Weinlagen um Paris-l’Hôpital sind Teil der regionalen Appellation Bourgogne Passetoutgrain.

## Städtepartnerschaft
- Les Bayards, Schweiz

## Persönlichkeiten
- Camille Cottin (1910–1988), französischer Fußballspieler und -trainer